# Пшисуський повіт
Пшисуський повіт (пол. powiat przysuski) — один з 37 земських повітів Мазовецького воєводства Польщі.
Утворений 1 січня 1999 року в результаті адміністративної реформи.

## Загальні дані
Повіт знаходиться у південно-західній частині воєводства.
Адміністративний центр — місто Пшисуха.
Станом на 1.01.2008 населення становить 43 468 осіб, площа 801,19 км².

## Демографія
Демографічні дані повіту станом на 30.06.2005:
|       | Всього | Всього | Жінки  | Жінки | Чоловіки | Чоловіки |
| ----- | ------ | ------ | ------ | ----- | -------- | -------- |
|       | осіб   | %      | осіб   | %     | осіб     | %        |
| Повіт | 43 937 | 100    | 22 175 | 50,5  | 21 762   | 49,5     |
| Міста | 6213   | 100    | 3212   | 51,7  | 3001     | 48,3     |
| Села  | 37 724 | 100    | 18 963 | 50,3  | 18 761   | 49,7     |

## Гміни Пшисуського повіту
- Ґміна Борковіце
- Ґміна Венява
- Ґміна Гельнюв
- Ґміна Кльвув
- Ґміна Одживул
- Ґміна Пшисуха
- Ґміна Русінув